# Noemiamea dolioliformis
Noemiamea dolioliformis is een slakkensoort uit de familie van de Pyramidellidae. De wetenschappelijke naam van de soort is voor het eerst geldig gepubliceerd in 1848 door Jeffreys.